# نظرية أوتار النوع الثاني
نظرية الأوتار بذات النوعين الثانويين (أ) و (ب)
في الفيزياء النظرية، نظرية أوتار النوع الثاني هو مصطلح موحد التي تشمل كلا من نظرية أوتار النوع الثاني أ ونظرية أوتار النوع الثاني ب. وهي تحسب لأثنين من خمسة نظريات عن الأوتار الفائقة في عشرة أبعاد. لدى كلا النظريتين الكمية القصوى من التناظر الفائق — المسماة 32 شحنة فائقة — في الأبعاد العشرة. اعتمدت كلا النظريتين على أساس الأوتار المغلقة الموجهة. وفي سجل العالم، تختلف فقط في اختيار إسقاط GSO.

## نظرية أوتار النوع الثاني (أ)
عند الطاقات المنخفضة توصف نظرية الأوتار النوع الثاني أ بواسطة الثقالة الفائقة أو مبدأ الجذب العام كقوة من القوى الكونية، وذلك في عشرة أبعاد فقط حيث يتم عدها نظرية لا-يدوانية (أي أنه لا يتم الاعتماد على منحى واحد فقط بل منحيين متناظران وهما اليمين واليسار باثنينهما) وتخضع بذلك لمبدأ التناظر الفائق (1,1) d=10; ، حيث أن الشذوذيات تلغي مبادئ الحقيقة البحتة في هذه النظرية.
في تسعينات القرن الماضي كانت قد تحققت بواسطة إيدوارد ويتين Edward Witten (بناءً على الرؤى السابقة لمايكل دوف Michael Duff, باول تاونسيند Paul Townsend, وآخرين) بأن حد نظرية أوتار النوع الثاني أ في أي اقتران للأوتار يؤدي إلى ما لانهاية لتصبح النظرية ذات 11 بعد تسمى نظرية-إم.
إن العلاج الرياضي للنوع الثاني أ من نظرية الأوتار ينتمي إلى الربط الطوبولوجي symplectic topology والهندسة الجبرية، وخاصة مع متغيرات غروموف-ويتين Gromov-Witten invariant.

## نظرية أوتار النوع الثاني (ب)
عند الطاقات المنخفضة توصف نظرية أوتار النوع الثاني (ب) بواسطة الثقالة الفائقة أو مبدأ الجذب العام لنيوتن حيث أن هذا النوع تتم دراسته في عشرة أبعاد فقط حيث تعد هي الأخرى عكس الأولى نظرية يدوانية (تناظر اليسار-اليمين) مع التناظر الفائق (2,0) d=10; فالشذوذيات في هذا النوع الثاني من نظرية الأوتار يلغي كل ما هو ليس ببديهي أو كل ما هو محتم.
في تسعينات القرن الماضي قد تحقق بأن نظرية أوتار النوع الثاني (ب) مع ثابت اقتران الأوتار {\displaystyle g}بدت مكافئة لنفس النظرية مع اقتران {\displaystyle 1/g}. هذا التكافؤ يعرف على أنه ازدواجية-S.
التفرع التوجيهي لنظرية أوتار النوع الثاني (ب) تقود إلى نظرية أوتار النوع الثاني (أ).
العلاج الرياضي لنظرية أوتار النوع الثاني (ب) ينتمي إلى الهندسة الجبرية وعلى وجه الخصوص نظرية التشويه للبنى المعقدة والتي تدرس مؤصلة بواسطة كونيهيكو كودايرا Kunihiko Kodaira ودونالد سي. سبينسير Donald C. Spencer.

## العلاقة التي تجمع بين نظريتي النوع الثاني لنظرية الأوتار (أ) و (ب)
في أواخر تسعينات القرن الماضي تحقق بأن نظرية الأوتار ذات النوع الثاني (أ) لها علاقة بنظرية الأوتار ذات النوع الثاني (ب)، وهذه العلاقة التي تكمن بين هاتين النظريتين تكمن في المثنوية-T التي تتخذاها النظريتان باثنينتهما.
فالمثنوية تعني في السياق العام وجود شيئان أحدهما يدعو للخير وآخر للشر، أي أن بينهما علاقة تضاد وتنافر، وكذلك المثنوية-T تخضع لذات الأمر حيث تفرق بين النظريتين الوتريتين من النوع الثاني (أ) و (ب) في مجال اليدوانية أو التناظر المحدث على مستوى المنحى أو الإتجاه المتخذ، فالأولى (نظرية الأوتار ذات النوع الثاني «أ») لا يدوانية، والثانية (نظرية الأوتار ذات النوع الثاني «ب») يدوانية «تناظر اليسار واليمين».